# Elisabeth Seldron
Elisabeth Seldron of Celdrin (Brussel, ca. 1675 - aldaar, 24 februari 1761) was een schilder in de Oostenrijkse Nederlanden. Ze maakte vooral genrestukken en landschappen.

## Leven

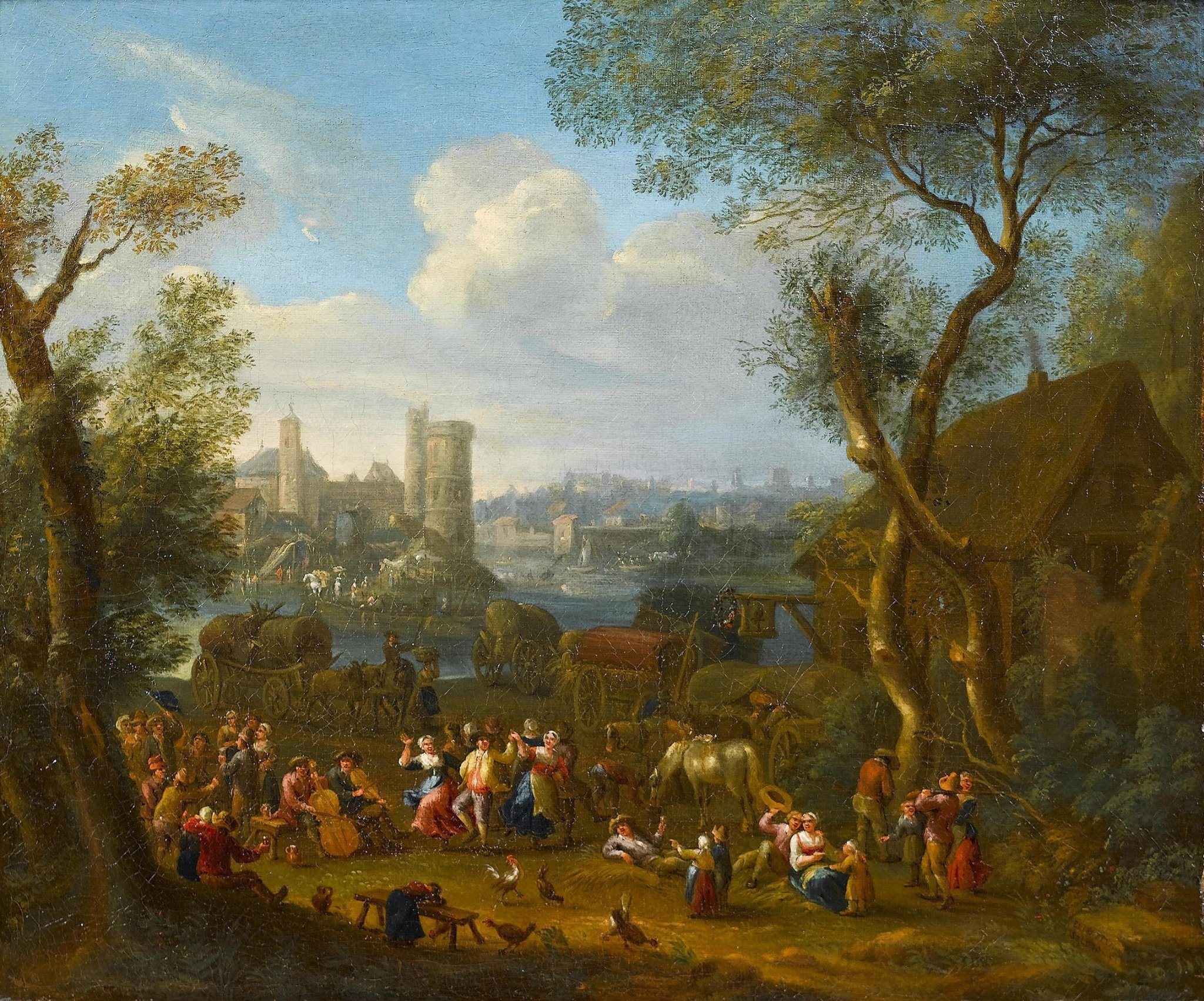
Reizigers op een landweg

Elisabeth was een kind van Hendrik Seldron en Anna van der Meirsschen. Samen met Catharina van Stichel werd ze in 1701/02 toegelaten als vrijmeester in het schildersambacht van Brussel. Haar typische onderwerpen waren markten, boeren, soldatenkampen en ook wel strijdtaferelen. In 1735 werd Seldron hofschilder van landvoogdes Maria Elisabeth. In die periode schilderde ze een zesdelige religieuze cyclus voor de Sint-Martinuskerk van de Kartuizerpriorij Sint-Martens-Bos. Niettegenstaande haar status en kunde blijft het opvallend dat deze strenge orde een beroep deed op een vrouw. De zes doeken van Seldron, die waren ingewerkt in de lambrisering van het doksaal, gaven vier scènes weer uit het leven van de kartuizerstichter Bruno van Keulen en twee uit de Handelingen der Apostelen. Na het overlijden van haar beschermvrouw in 1741 was Seldron niet langer werkzaam aan het hof. Ze stierf op hoge ouderdom en werd overleefd door haar echtgenoot, de beeldhouwer en architect Nicolaas Simons.